# 333054 Bloomquist
333054 Bloomquist este o planetă minoră (asteroid) din centura de asteroizi. A fost descoperită pe 6 mai 2006 la Mount Lemmon⁠(d) de Mount Lemmon Survey⁠(d). 
Obiectul prezintă o orbită caracterizată de o semiaxă mare de 2,6027107897616 UAi, o excentricitate de 0,14228176436904, o înclinație de 4,8265394607933 ° în raport cu ecliptica.